# Vereinigte Ofner und Pester Zeitung
Die Vereinigte Ofner und Pester Zeitung war eine deutschsprachige Zeitung, die von 1800 bis 1845 in Ofen (ung. Buda) im Königreich Ungarn in der Habsburgermonarchie erschienen ist. Sie war eine der verbreitetsten frühen deutschsprachigen Zeitungen Ungarns. Jakob Schickmayer vereinigte im Jahr 1800 die von ihm herausgegebene Ofner Zeitung (1798–1799) mit der Pester Zeitung (Der neue Kurier aus Ungarn von Kriegs- und Staatssachen, 1788–1799). Aufgrund von zahlreichen Ähnlichkeiten bei Format, Inhalt und Titelbild bewertet die Presseforschung die Ungarischen Staats- und Gelehrten Nachrichten (1787–1797) als Vorgänger der Ofner und Pester Zeitung, die im April 1800 den Titelzusatz "Vereinigte" erhielt. Während sich die Ofner Zeitung noch auf Nachrichten aus Ungarn konzentriert hatte, bot das neue Blatt auch Meldungen aus dem Ausland sowie auf Grundlage der Wiener Hofnachrichten Lebensbeschreibungen von regierenden Fürsten, Militärkommandanten, Gelehrten und Künstlern. Die laut eigener programmatischer Aussage auf "Fortschritt" und auf die Förderung der Kultur zielende Zeitung vertrat eine vermittelnde Position zwischen deutschen und ungarischen Interessen. Sie setzte sich ausdrücklich nicht gegen die Verwendung des Ungarischen ein. Zu ihren Beilagen gehörten die Gemeinnützigen Blätter (ab 1811) und das Intelligenzblatt (ab 1837). Nach dem Tod Schickmayers 1810 übernahmen Joseph Jánisch und Christoph Rösler die Redaktion. Im Juli 1845 ging das Blatt in der Pester Zeitung (1845–1852) auf.